# 에르미트 행렬
수학에서 에르미트 행렬(Hermite行列, Hermitian matrix) 또는 자기 수반 행렬(自己隨伴行列, self-adjoint matrix)은 자기 자신과 켤레 전치가 같은 복소수 정사각 행렬이다. 실수 대칭 행렬의 일반화이다.

## 정의
복소수 행렬 {\displaystyle A}가 다음 조건을 만족시키면, 에르미트 행렬이라고 한다.
{\displaystyle A=A^{*}}
즉,
{\displaystyle A_{ij}={\overline {A_{ji}}}}
여기서 {\displaystyle (-)^{*}}은 켤레 전치, {\displaystyle {\overline {(-)}}}은 켤레 복소수이다.

## 성질
에르미트 행렬의 대각 원소는 항상 실수이다.
증명:
{\displaystyle A}가 에르미트 행렬이라고 하자. 그렇다면, {\displaystyle i=1,\dots ,n}에 대하여,
{\displaystyle A_{ii}={\overline {A_{ii}}}}
이므로,
{\displaystyle \operatorname {Im} A_{ii}=0}
이다. 즉, {\displaystyle A_{ii}\in \mathbb {R} }
에르미트 행렬의 고윳값은 언제나 실수가 된다.
증명:
{\displaystyle \lambda \in \mathbb {C} }가 에르미트 행렬 {\displaystyle A}의 고윳값이라고 하자. 그렇다면,
{\displaystyle Av=\lambda v}
인 고유 벡터 {\displaystyle v\neq 0}가 존재한다. 그렇다면,
{\displaystyle \lambda v^{*}v=v^{*}(\lambda v)=v^{*}(Av)=(v^{*}A)v=(Av)^{*}v=(\lambda v)^{*}v={\overline {\lambda }}v^{*}v}
{\displaystyle v^{*}v=|v_{1}|^{2}+\cdots |v_{n}|^{2}\neq 0}
이므로,
{\displaystyle \lambda ={\overline {\lambda }}}
이다. 즉, {\displaystyle \lambda \in \mathbb {R} }이다.
에르미트 행렬의 서로 다른 고윳값에 대응하는 고유 벡터들은 서로 직교한다.
증명:
{\displaystyle 0\neq v_{1},v_{2}\in \mathbb {C} ^{n}}가 에르미트 행렬 {\displaystyle A}의 고윳값 {\displaystyle \lambda _{1}\neq \lambda _{2}}에 대한 고유 벡터라고 하자. 그렇다면,
{\displaystyle \lambda _{1}v_{1}^{*}v_{2}=(\lambda _{1}v_{1})^{*}v_{2}=(Av_{1})^{*}v_{2}=(v_{1}^{*}A)v_{2}=v_{1}^{*}(Av_{2})=v_{1}^{*}(\lambda _{2}v_{2})=\lambda _{2}v_{1}^{*}v_{2}}
{\displaystyle \lambda _{1}\neq \lambda _{2}}
이므로,
{\displaystyle v_{1}^{*}v_{2}=0}
이다.
두 에르미트 행렬의 합 역시 에르미트 행렬이며, 가역 에르미트 행렬의 역행렬 역시 에르미트 행렬이다. 그러나 두 에르미트 행렬의 곱이 에르미트 행렬일 필요는 없다. 사실, 두 에르미트 행렬 {\displaystyle A}와 {\displaystyle B}의 곱 {\displaystyle AB}가 에르미트 행렬일 필요충분조건은 {\displaystyle AB=BA}이다. 특히, 에르미트 행렬 {\displaystyle A}의 거듭제곱 {\displaystyle A^{n}}은 에르미트 행렬이다.

## 예
예를 들어, 다음과 같은 행렬은 에르미트 행렬이다.
{\displaystyle {\begin{pmatrix}2&2+i&4\\2-i&3&i\\4&-i&1\\\end{pmatrix}}}

## 같이 보기
- 자기 수반 작용소
- 반 에르미트행렬
- 반대칭행렬
- 해밀토니언 행렬
- 복소 행렬